# Anselmo Blaser San Martín
Anselmo Blaser San Martín   (Monestir de San Pedro de Siresa, 21 d'abril de 1807 - Granada, 26 de març de 1872) fou un militar espanyol, fill de pares suïssos establerts a Espanya. Fou ministre durant el regnat d'Isabel II d'Espanya.
Començà la seva carrera militar el 1827 amb classe de cadet del tercer regiment d'infanteria de suïssos: fou alferes de la Guàrdia Reial el febrer de 1833; tornà al seu antic regiment el 1834; prengué part en les operacions militars dirigides pel general Espartero, que obligaren als carlistes a aixecar el setge de Guernica, i va rebre dues ferides greus de bala en l'acció de Ciga el 1835.
El 1837, ja restablert de les ferides i sent capità d'infanteria, es va batre amb valentia en la batalla de Xiva, lliurada contra les forces del general Cabrera el 15 de juliol, i en virtut d'altres combats i serveis ascendí ràpidament, fins que, essent ja mariscal de camp, va pertànyer com a cap d'estat major a l'exèrcit d'observació de Portugal, sent nomenat més tard comandant general del Maestrat el 1847, i poc després Director General d'Infanteria, càrrec que desenvolupà també en els instituts de carrabiners i la guàrdia civil.
El 1850 assolí el grau de capità general de Navarra, i el 1852 ascendí al grau e tinent general, el mateix any se li confià la cartera de la Guerra, que desenvolupà fins a la revolta de Vicálvaro (1854). Al front de la guarnició de Madrid, sortí per batre als insurrectes, als que atacà el (28 de juny), restant indecisa la victòria en el camp de batalla, però triomfant el moviment revolucionari, que originà un canvi en la política.
Emigrat fins al 1856, des de llavors va viure retirat de la vida pública i en situació de quarter, havent romàs sempre fidel a Isabel II d'Espanya fins al punt de negar-se jurar per rei a Amadeu de Savoia, motiu pel qual fou processat el 1871.
A més d'ésser el primer marquès de Ciga, fou senador del regne i Gran Cordó de la Legió d'Honor, posseint a més les grans creus militars de l'Orde de Sant Hermenegild, Carles III i de l'Orde Constantinià de Parma, a part d'altres condecoracions de menor importància.